# Jacopo Caraglio

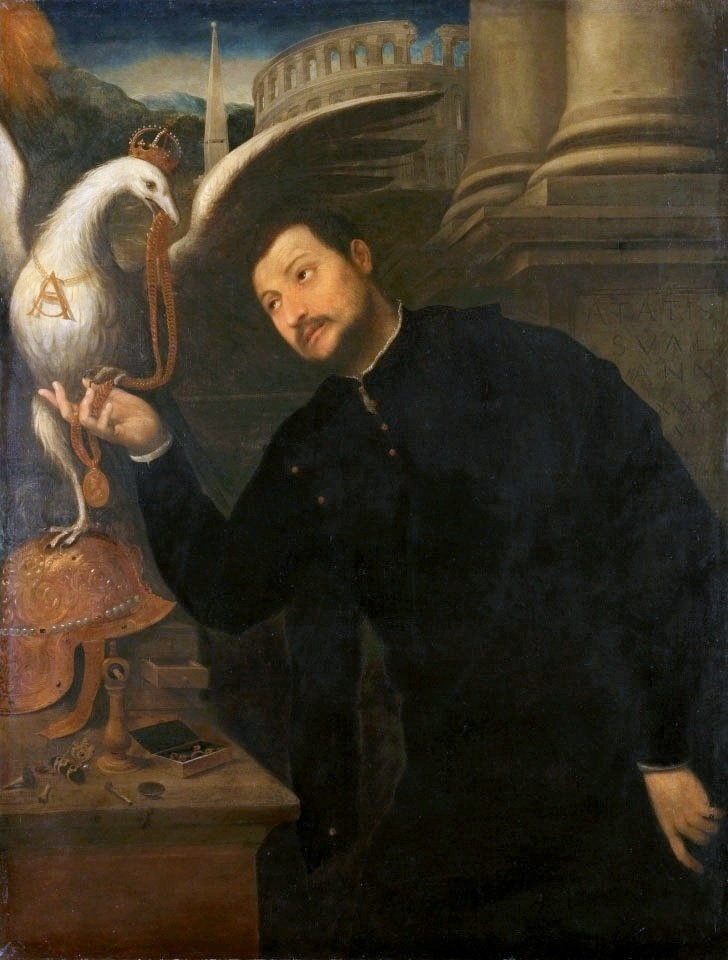
Caraglio otrzymujący medal (prawdopodobnie wykonany przez niego samego) od Orła Królewskiego, Paris Bordone, 1552

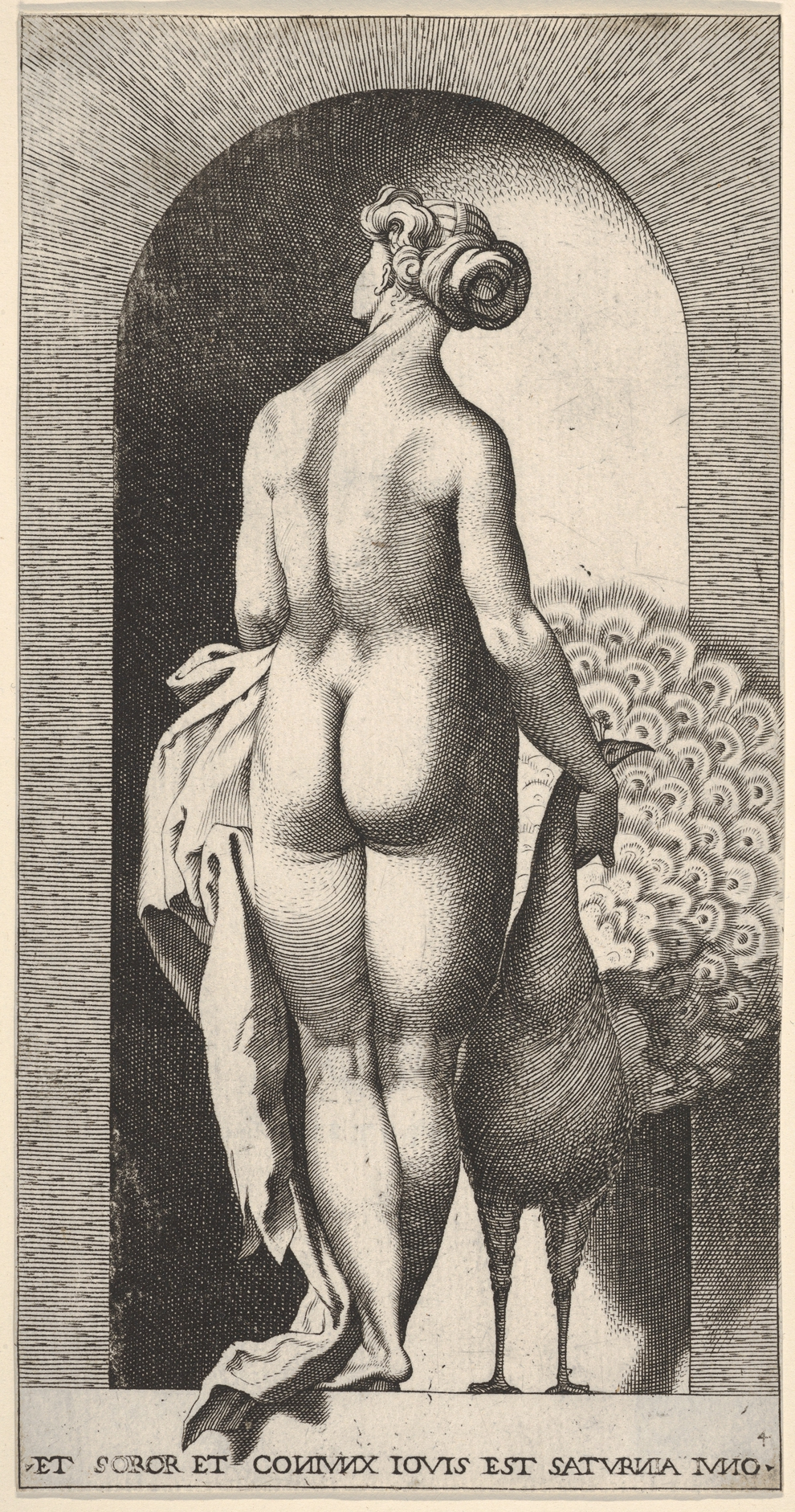
Junona z pawiem, z serii „Bogowie w niszach”, według rysunków Rosso Fiorentino, ok. 1526

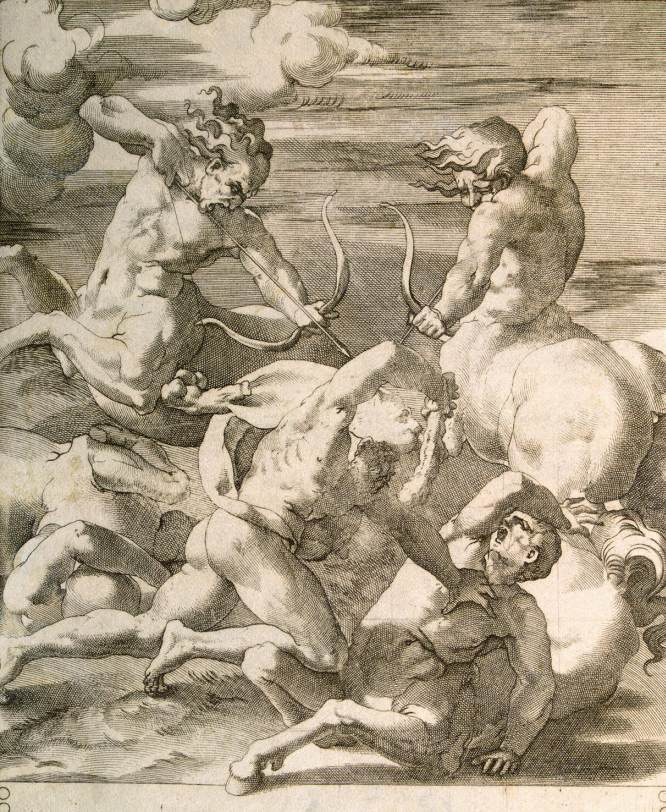
Bitwa Herkulesa z Centaurami, rycina z Pracy Herkulesa według Rosso Fiorentino

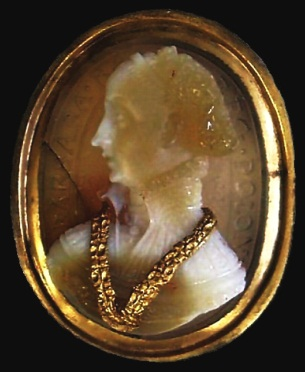
Sardonyks i złota kamea królowej Barbary Radziwiłł, ok. 1550

Jacopo Caraglio, Giovanni Jacopo Caraglio lub Gian Giacomo Caraglio, znany także jako Jacubus Parmensis i Jacobus Veronensis (ur. 1500/1505, zm. 26 sierpnia 1565) – włoskim grawerem, złotnikiem i medalierem urodzonym w Weronie lub Parmie. Jego kariera dzieli się na dwie części. Oracował w Rzymie od roku 1526 lub wcześniej jako rytownik wraz z innymi artystami, potem w Wenecji, a następnie przeniósł się do Polski, gdzie był dworskim złotnikiem. Zmarł tamże.
We Włoszech był jednym z pierwszych grafików reprodukcyjnych. Nie tworzył oryginalnych ilustracji, jednak porównując ryciny z rysunkami i obrazami, na której podstawie tworzył matryce widać, że miał wkład w proces twórczy. Przez krótki czas przebywał w Rzymie, po tym kiedy przez nagłą śmierć Rafaela, który zatrudniał rzemieślników, by reprodukowali jego prace, mały, ale rozwijający się rynek graficzny przechodził przez ciężkie czasy. Z tego powodu rekrutowano nowych pracowników, by wypełnili lukę.
A. Hyatt Mayor opisuje Caraglio jako „największego indywidualistę w grupie”, który, mimo że nie przebywał we Francji jak Rosso, miał znaczny wpływ na pierwszą szkołę z Fontainbleau. Jego umiejętności były znane artystom w początkowej fazie dojrzałego manieryzmu i były ważnym czynnikiem w rozpowszechnieniu się stylu we Włoszech i Europie.

## Życiorys

### Włochy
Caraglio prawdopodobnie nauczył się złotnictwa jeszcze przed poznaniem zaawansowanej techniki grawerunku pod okiem Marcantonio Raimondi. Pierwsze wzmianki o przebywaniu Caraglio w jego otoczeniu w Rzymie pojawiają się w 1526. Il Baviera, były współpracownik Rafaela, który pewnie pełnił funkcję wydawcy, przestawił Jacopa Rosso Fiorentino. Współpracowali i wydali razem wiele druków, w tym Prace Herkulesa (Bartsch 44-49), Pogańscy bogowie w niszach (Bartsch 24-43) i Miłość bogów (Bartsch 9-23). Tworzył intaglio, projektował i odlewał medale. Również zajmował się reprodukcją prac Rosso, Parmigianina, Giulia Romano, Baccia Bandinelli, Rafaela, Tycjana, Michała Anioła i Perina del Vaga. Uczony Bartsch udokumentował 65 rycin, jednak są hipotezy o pięciu zagubionych. Françoise Jestaz podsumował jego styl: "Ucząc się pod okiem Raimondiego wraz z Agostino dei Musi i Marciem Dente, [Jacopo Caraglio] wykazywał się większą swobodą linii. Wraz z Rosso Fiorentino i Parmigianino odkrył, jak uzyskać delikatniejszy światłocień i ruch, czego przykładem może być jego rycina przedstawiająca Diogenesa (b. 61) czy pierwszy stan porwania Sabinek (b. 63)"
Tworzył na podstawie rysunków Rossego i innych do tego celu. Chatsworth House jest w posiadaniu odbitki stworzonej na podstawie jego rysunku, która przedstawia krajobraz z postaciami. W rzeczywistości postacie zostały wydrukowane, a krajobraz później dorysowany przez któregoś z nich. Oryginalny rysunek przedstawiał tylko postacie. Współpracował blisko z Rossem i Parmigianino, wiele ich rysunków przetrwało i duża część ich jest tego samego rozmiaru co ryciny.
Miłość Bogów wraz z I Modi były jednymi z „dwóch najpopularniejszych renesansowych serii o tematyce erotycznej” i w tym czasie serii graficznych, które osiągnęły sukces. W przeciwieństwie do I Modi pomyślnie uniknęli cenzury poprzez nieprzedstawianie genitaliów i faktycznej penetracji, która była zastąpiona przez „opuszczone nogi”, a także wykorzystaną tematykę mitologiczną. Mimo to znajduje się przedstawienie dwóch mężczyzn, Apolla i Hiacynta, na którym może dochodzić do stosunku. Obie serie były powszechnie reprodukowane z pięcioma różnymi wersjami, a także pewien handlarz wykupił 250 francuskich kopii, co na tamte czasy było dużą liczbą. Były używane jako ilustracje do medycznych podręczników w tym samym wieku tak samo jak pewna seria flamandzkich arrasów z okolic 1550 roku znajdująca się teraz w Metropolitan Museum of Art w Nowym Jorku. Pierwsze dwa projekty zostały wykonane przez Rossego, jednak z czasem współpracę zakończono i Pierino dokończył pewnie przy pomocy nieznanego i gorszego artystę dostarczając parę pomysłów. Prace Caraglio były wykorzystywane jako rozwinięcie kompozycji dla majolik.
Caraglio wrócił do Wenecji z powodu złupienia Rzymu w 1527, podczas którego jego współpracownik Marco Dente został zabity, co skutkowało rozpadem jego otoczenia. Wydaje się, że żył tam do 1537 i pracował m.in. z Tycjanem.

### Polska
Udokumentowano, że w 1539 roku znajdował się na dworze Zygmunta I Starego. Prawdopodobnie został przedstawiony przez Pietro Aretino, przyjaciela z Wenecji posiadającego znajomości w otoczeniu Bony Sforzy w postaci Allesandra Pessentiego, organisty królowej. W Polsce przede wszystkim zajmował się medalierstwem, złotnictwem i kamieniami szlachetnymi niż grafiką warsztatową. Vasari przedstawił to jako skok w hierarchii środków formalnych oferujący lepszą pozycję społeczną. Faktycznie, status grafiki w tamtych czasach był niski z powodu jej odtwórczości i tworzenia jej prawie tylko ze względu na zlecenia wydawców.
W renesansowej Polsce medale były nowością promowaną przez Bonę i w sierpniu 1539 napisał do Aretino i wysłał wyroby przedstawiające Pesentiego i królową będąc dowodem na jego obecność w kraju. Pewne oryginały przetrwały, jednak żaden z nich nie przedstawia Bony Sforzy; niektóre z nich wyprodukowano w Polsce. Tylko jeden medal przedstawiający Zygmunta I i wykonany przez Caraglio przetrwał- medale wykonano ze złota i zostały wysłane jako posag na ślub Elżbiety Habsburżanki z Zygmuntem Augustem, które były rozdawane gościom.
Caraglio był zatrudniony jako złotnik króla w 1545, a jego wypłata (która raczej przypominała współczesne honorarium) wynosiła 60 złotych. Po śmierci Zagmunta Starego w 1548 pracował dla jego syna, Zygmunta Augusta. Stając się obywatelem został także nobilitowany (jako equitatis aureati) po czym odbył krótką podróż do Włoch w kwietniu 1552. To prawdopodobnie podczas tej wizyty powstał portret, który obecnie znajduje się w Zamku Wawelskim, namalowany przez Parisa Bordone’a, aby uczcić jego pasowanie. Na malowidle znajduje się biały orzeł trzymający w dziobie medal z przedstawieniem Zygmunta Augusta, a w górnym rogu widoczny jest amfiteatr weroński; na ławie widoczne są narzędzia wykorzystywane raczej w złotnictwie niż w grafice.
W 1565 roku odnotowano go w sprawie sądowej dotyczącej długu o wysokości 80 złotych, który był winien inny włoski artysta-emigrant, rzeźbiarz Giammaria Mosca, znany jako „Padovano”, od którego Caraglio domagał się od wykonawców jeszcze innego Włocha, królewskiego lekarza, którego grób Padovano ukończył. Caraglio ożenił się z Polką, nabył majątek, a potem zmarł w Krakowie. Pochowano go w kościele karmelitów. Vasari miał tego nie wiedzieć, jednak najpewniej posiadał wiedzę o jego zakupie ziemi w okolicach Parmy w oczekiwaniu na emeryturę, która nie nadeszła.

Znany był także jako Cahalius, Jacobus Veronensis lub Parmensis, z czego to drugie pochodziło od lokalizacji jego posiadłości w Parmie, a te były używane do podpisywania pewnych tablic czy dokumentów. Caraglio nigdy nie był tematem żadnej monografii. 

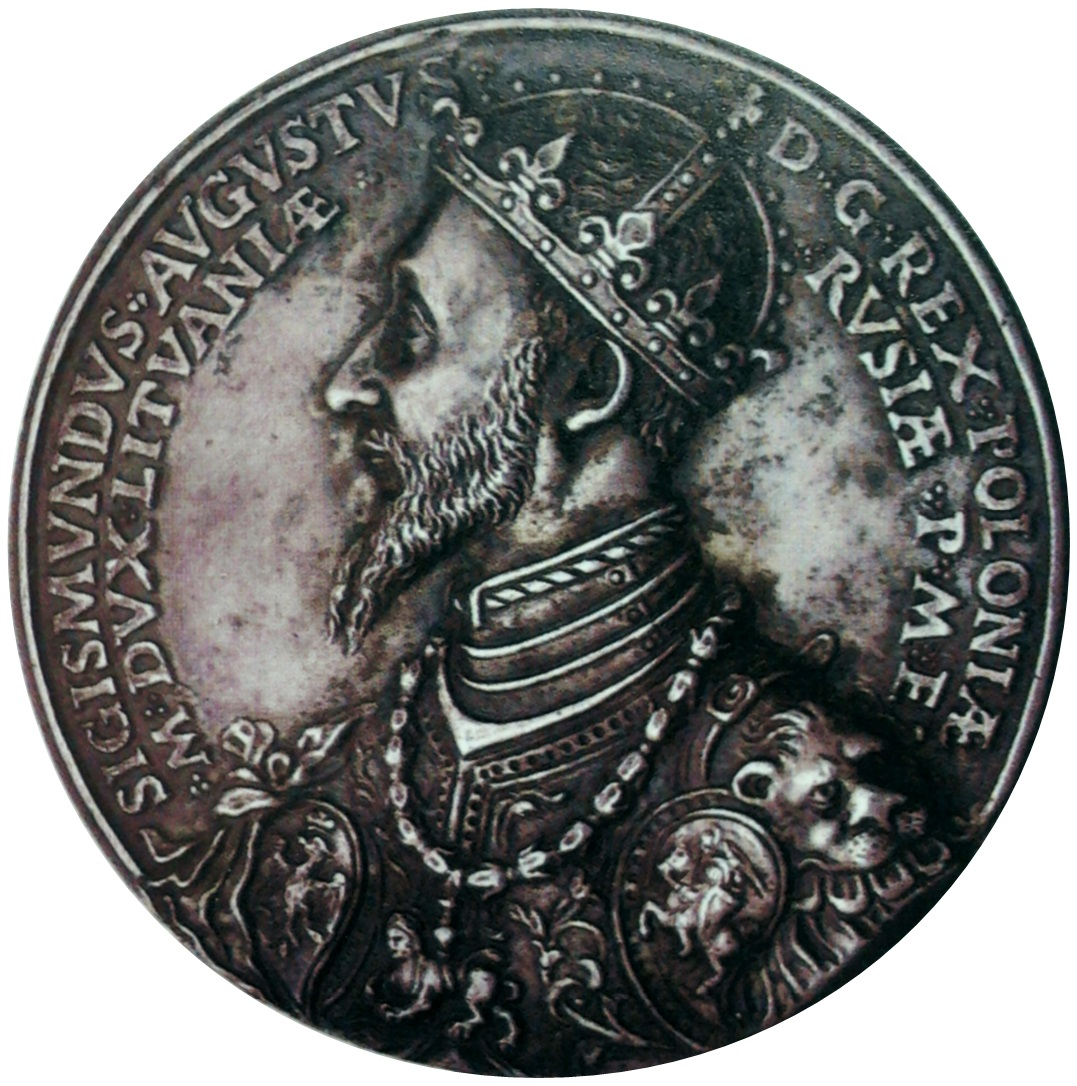
Medal Zygmunta Augusta

## Prace
Poza dziełami graficznymi przetrwała mała ilość prac dających się zidentyfikować autorstwo i to są intaglia znajdujące się w Bibliotece Narodowej Francji w Paryżu (Zwiastowanie pasterzom wykonane w krysztale) i Metropolitan Museum of Art w Nowym Jorku (królowa Bona), niepodpisane prace w Bibliotece Ambrozjańskiej w Milanie (Bona wykonana w krysztale), medale w Padua, kamea w Monachium. Produkował także plakietki reliefowe w brązie.
Z okresu 1526-1551 znane jest 70 grafik, w tym:
- 15 rycin z serii Miłość bogów (Bartsch 9-23), 1527, 12 grafik na podstawie pracy Perino del Vaga, 2 na podstawie pracy Rosso[25].
- 20 rycin z serii Pogańscy bogowie w niszach (Bartsch 24–43) na podstawie pracy Rosso, datowane na 1526[26]
- Seria Prace Herkulesa (Bartsch 44–49), na podstawie prac Rosso[26], w tym Herkules trafiający strzałą w Nessusa; Herkules zabijający Kakusa
- Mars i Wenus na podstawie rysunków Rossego znajdujących się w Luwrze, ok. 1530- obecnie uważa się, że nie jest autorstwa Caraglio[27].
- Bitwa z tarczą i włócznią; Dziewica klęcząca z Dzieciątkiem i świętą Anną; Święta rodzina na podstawie prac Rafaela
- Diogenes (Bartsch 3); Aleksander z Roksaną; Męczeństwo świętych Piotra i Pawła; Portret Pietra Arentino; Małżeństwo Dziewicy na podstawie prac Parmigianino
- Dziewica z Dzieciątkiem pod drzewem pomarańczy (projekt jego autorstwa).
- Zwiastowanie i Ukaranie Tantala; według Tycjana
- Zgwałcenie Ganimedesa według Michała Anioła
- Postać trzymająca czaszkę; Nimfy i młodzieńcy w ogrodzie; Porwanie Sabinek na podstawie Rosso Fiorentino
- Triumf Muz nad Pierydami
- Śmierć Meleagera i Stworzenie; na podstawie Perino del Vaga.
- Portret Aretino[28].

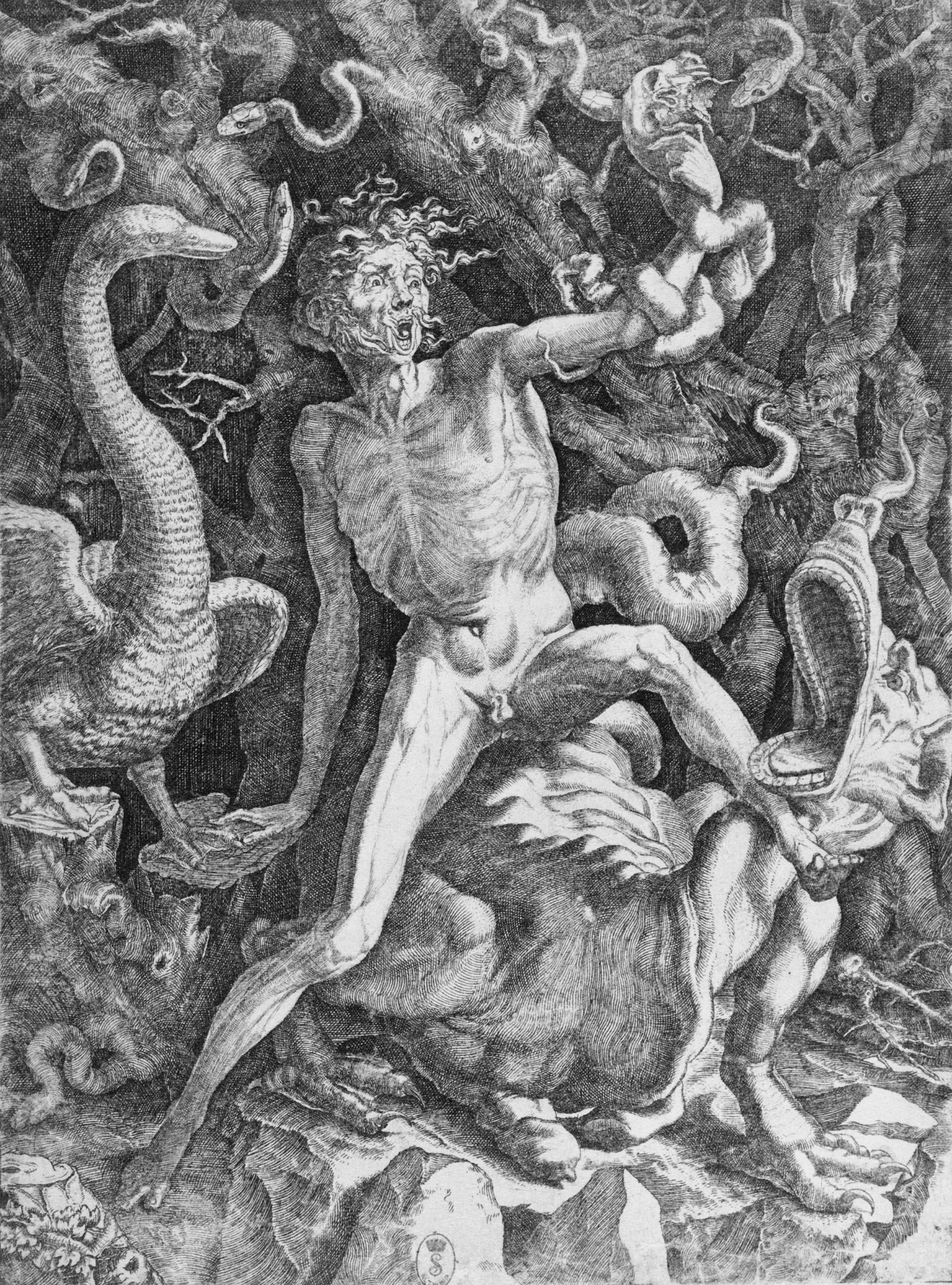
Erynie, 1524-25
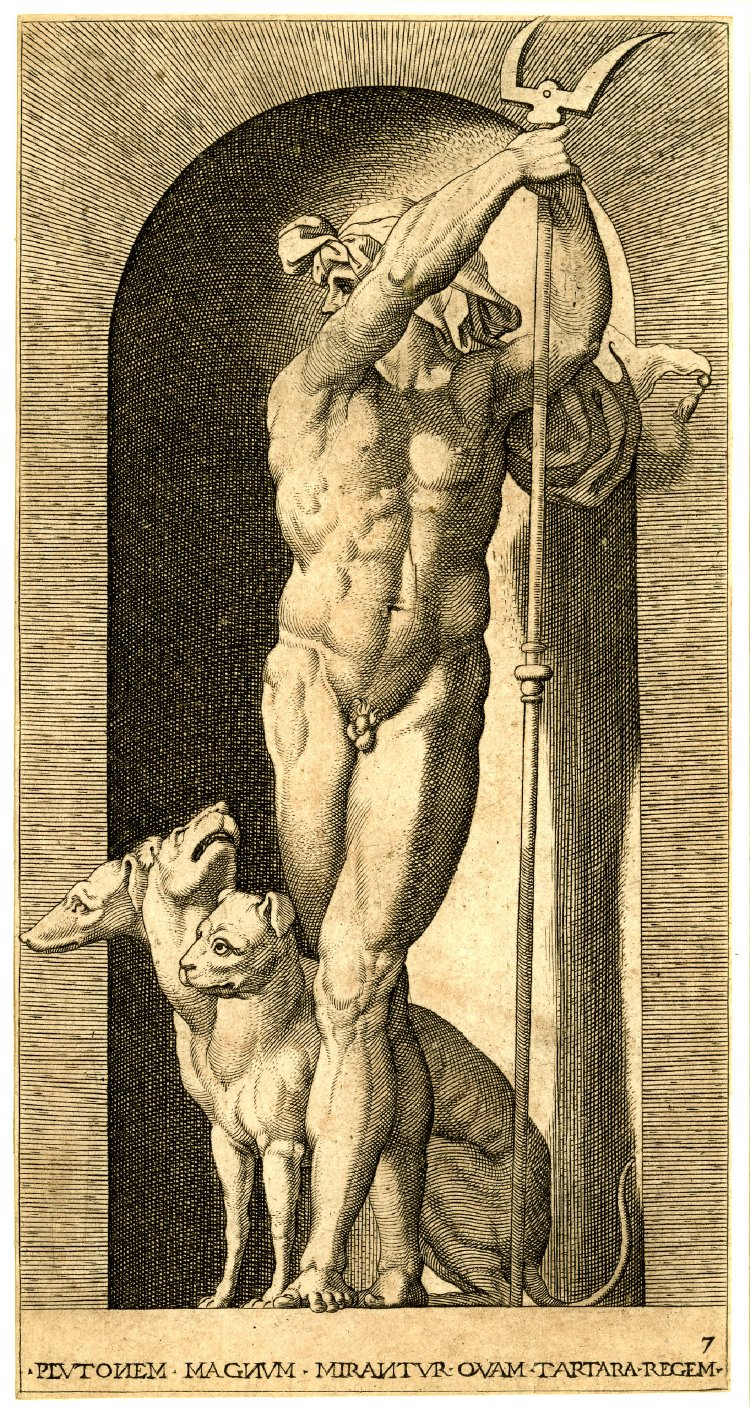
Pluton z Cerberem z serii Bogowie w niszach, rysunek wykonany przez Rosso Fiorentino, ok. 1526
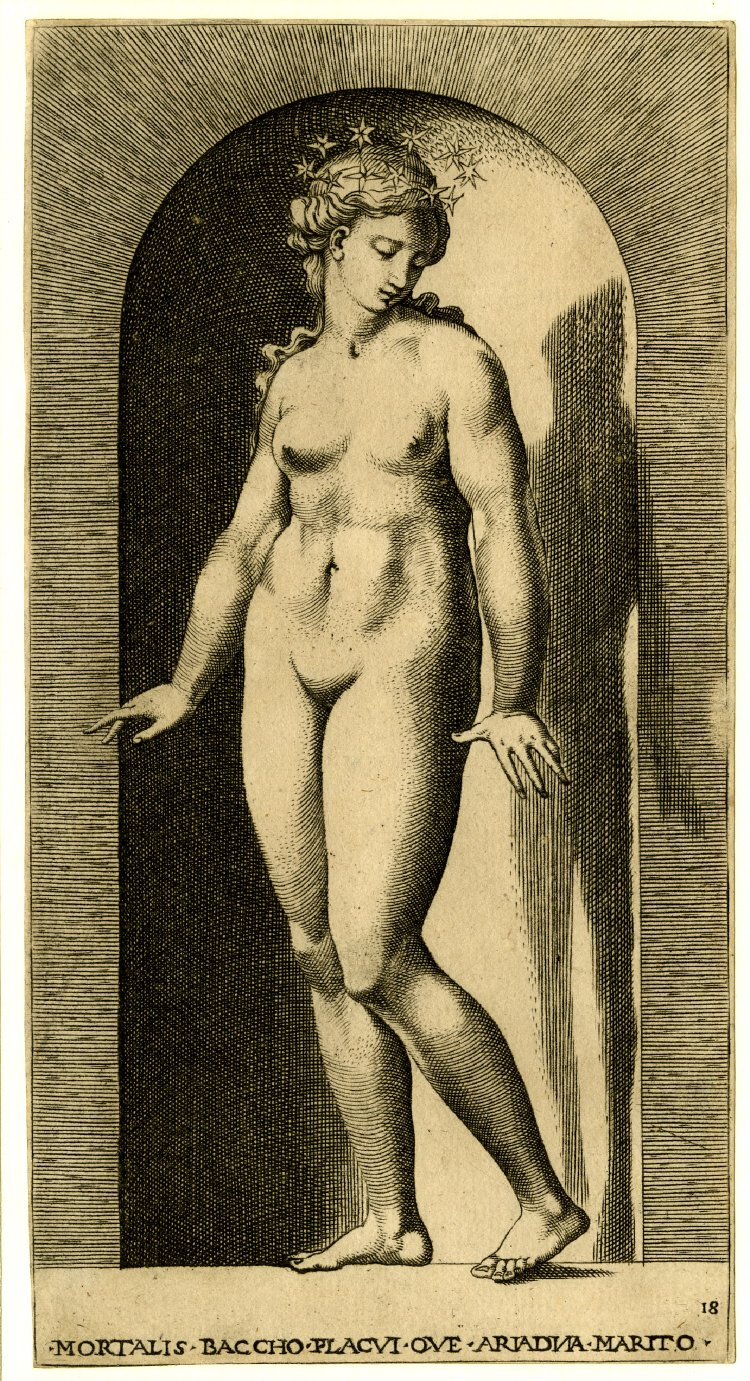
Ariadna
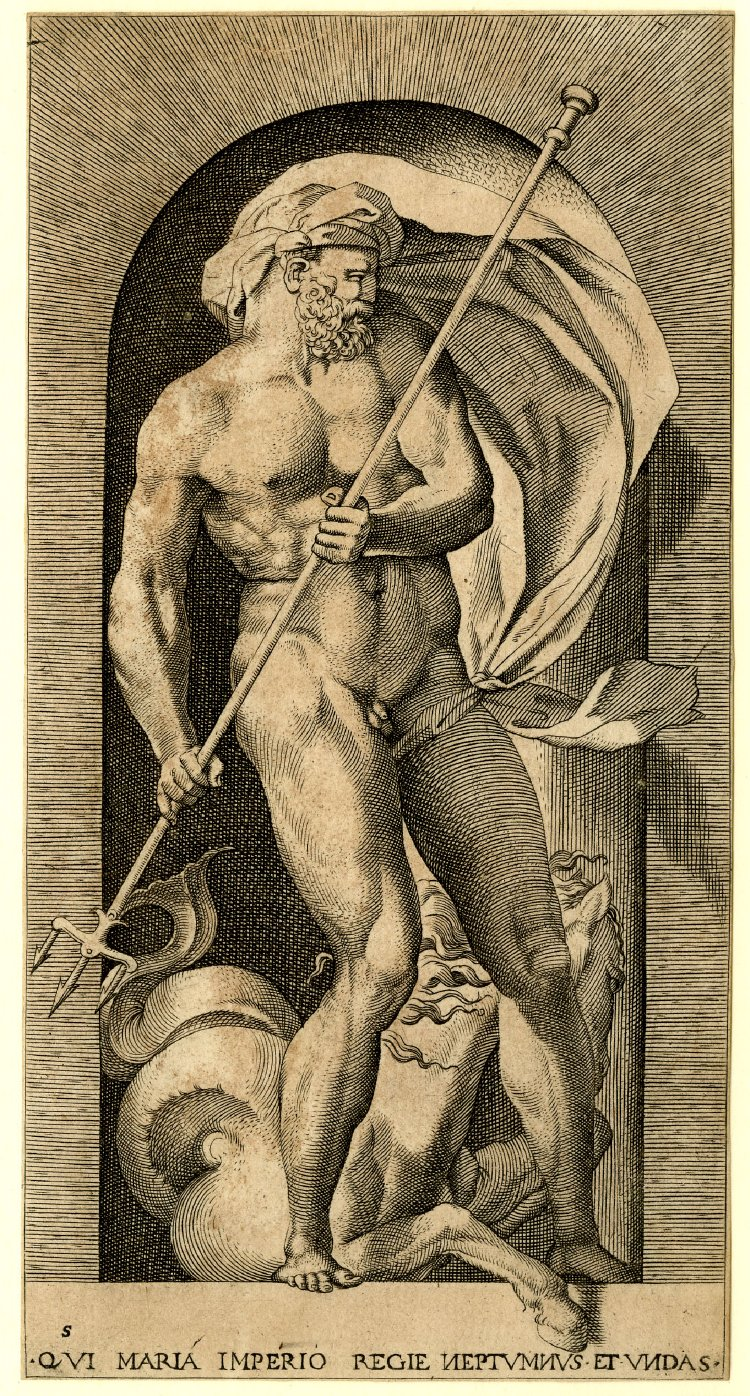
Neptun
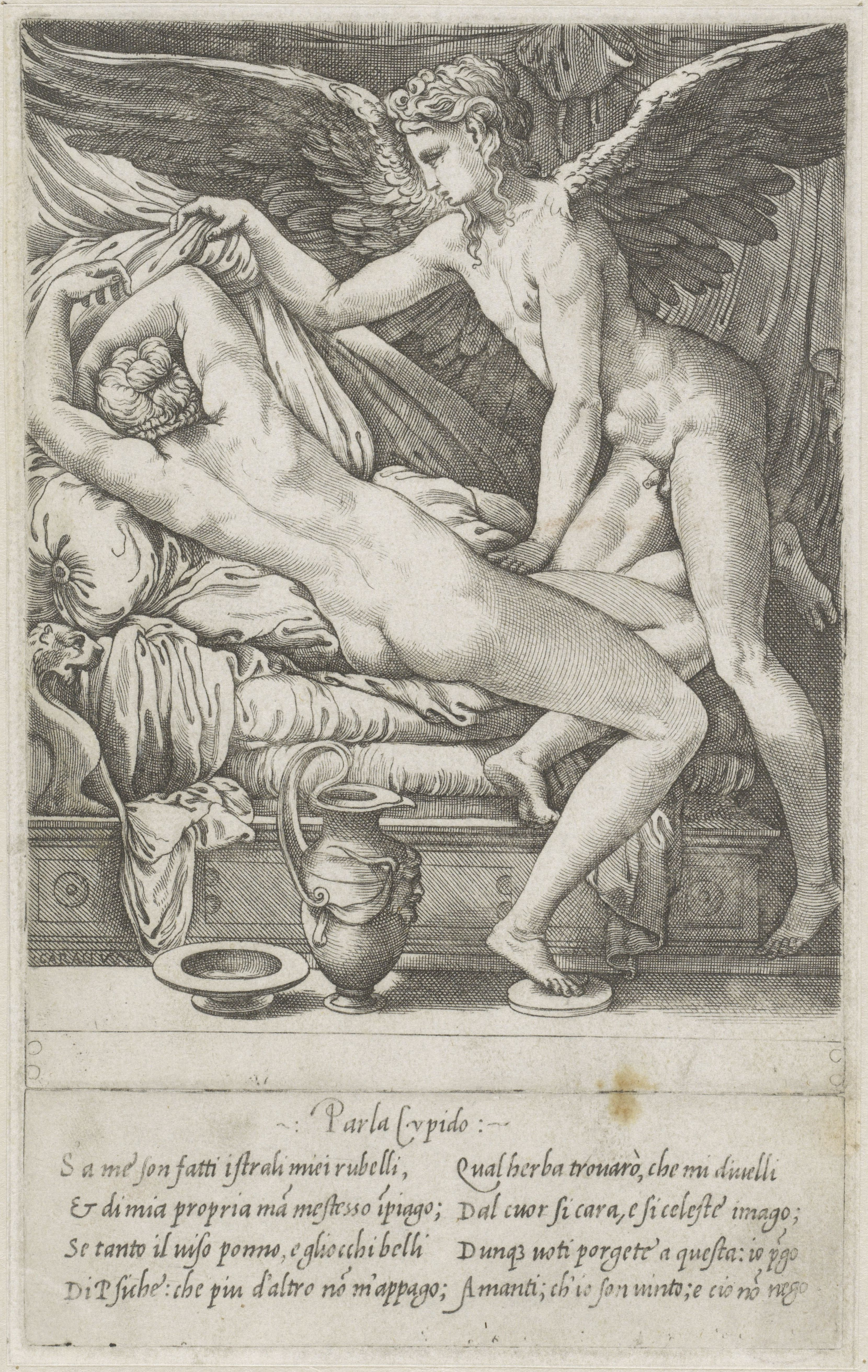
Amor i Psyche z serii Miłość Bogów, 1527
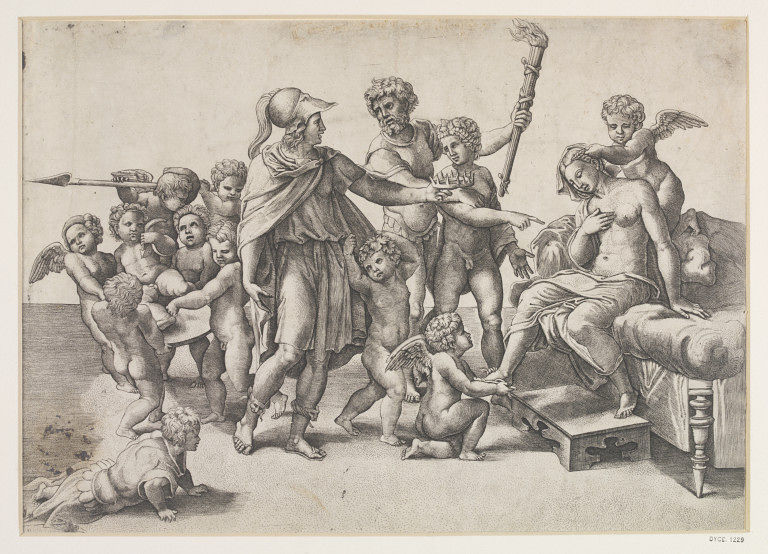
Aleksander Wielki z Roksaną według Rafaela
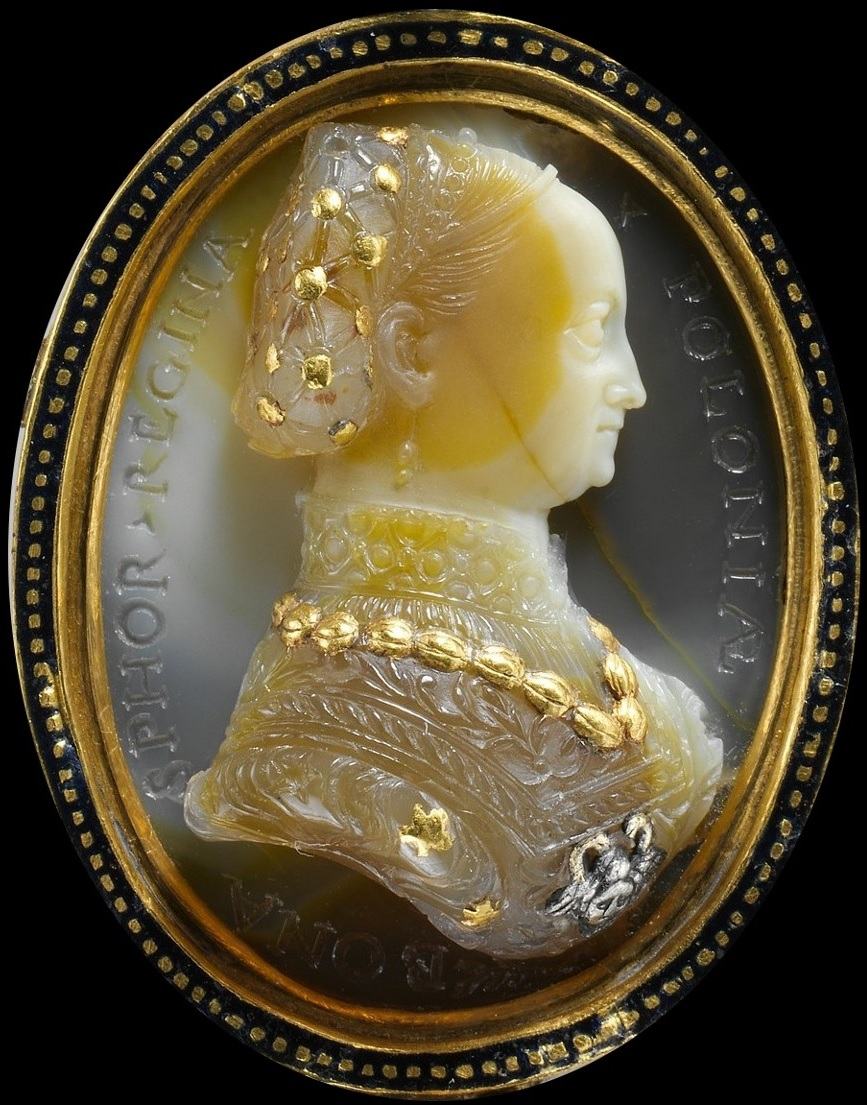
Kamea przedstawiająca Bonę Sforze
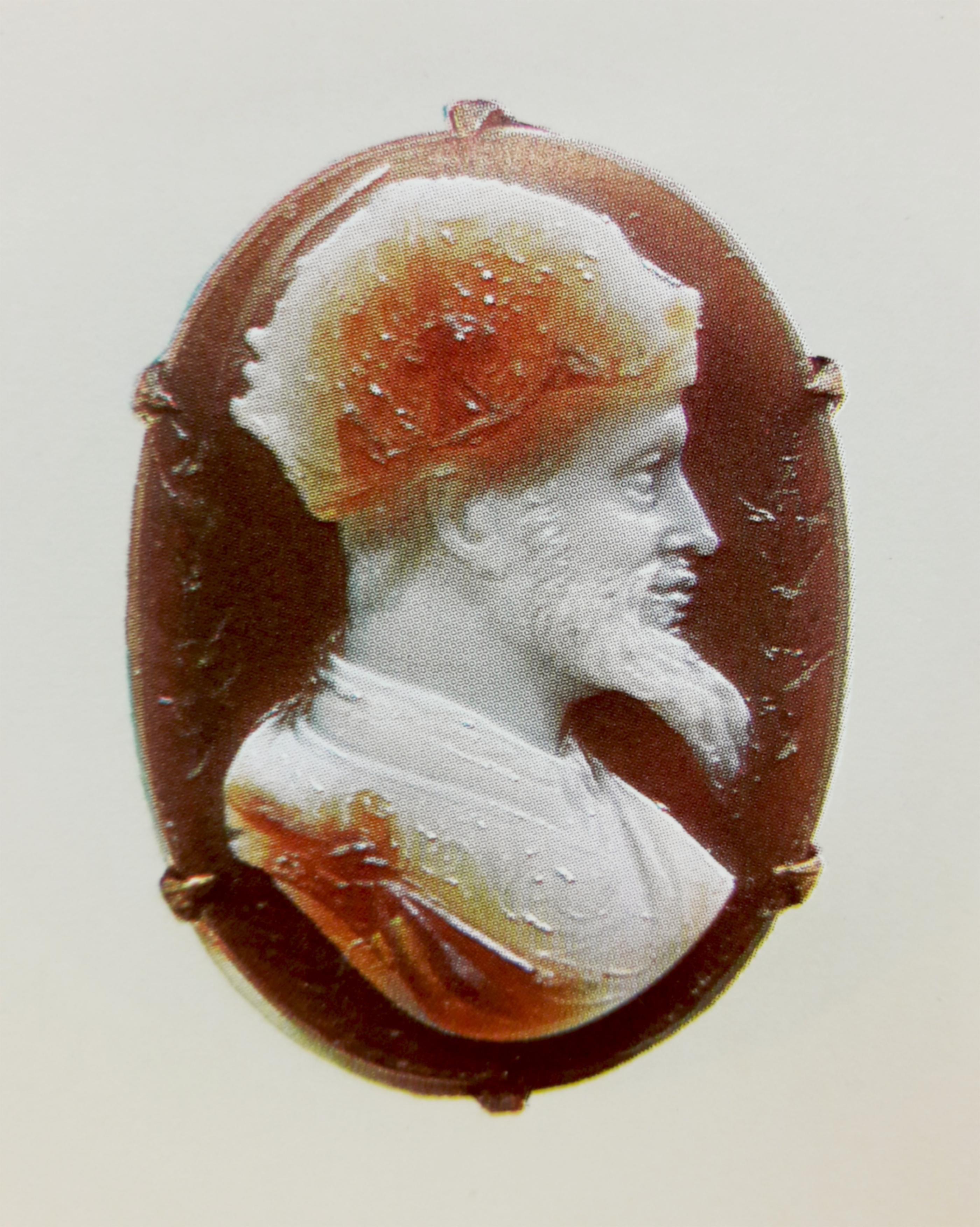
Kamea przedstawiająca Zygmunta Augusta